# Buthus confluens
Espèce
Buthus confluens est une espèce de scorpions de la famille des Buthidae.

## Distribution
Cette espèce est endémique du Maroc. Elle se rencontre entre Chefchaouen et Tétouan vers Alhamra.

## Description
Le mâle holotype mesure 60,4 mm et la femelle paratype 64,5 mm.

## Publication originale
- Lourenço, Touloun & Boumezzough, 2012 : « Un nouveau Buthus Leach, 1815 (Scorpiones, Buthidae) du nord du Maroc; possible lien entre les populations Marocaines et Européennes. » Revista Ibérica de Aracnología, no 21, p. 21-25 (texte intégral).